# Hyphessobrycon amapaensis
Espèce
Statut de conservation UICN

LC : Préoccupation mineure
Hyphessobrycon amapaensis, le Tétra Amapa, est une espèce sud-américaine de poissons d'eau douce de la famille des Characidae (ordre des Characiformes).

## Description
Hyphessobrycon amapaensis peut mesurer jusqu'à 30 mm, queue non comprise.

## Répartition et habitat
Cette espèce est endémique de l’État d'Amapá au Brésil. 
Ce poisson vit dans de petits ruisseaux aux eaux claires, légèrement brunâtres, sur fond sableux ou rocheux et avec presque aucune véritable végétation aquatique. Il est considéré comme fréquent et abondant.

## Dénominations
Dans le commerce aquariophile ce poisson est appelé « Tétra Amapa ».

## Systématique
L'espèce Hyphessobrycon amapaensis a été décrite pour la première fois en 1998 par Axel Zarske (d) et Jacques Géry. Le spécimen type a été collecté dans un petit ruisseau de savane situé le long de la route B156 reliant Sitio Camaipi à Santa Clara, à environ 11 km de Sitio Camaipi et à environ 45 km au nord de Macapá, dans l'État d'Amapá au Brésil. L'holotype est conservé sous le numéro MZUSP 52730, et des paratypes sont répartis dans plusieurs collections. Depuis sa description originale, l'espèce a été reconnue comme valide dans plusieurs publications ultérieures et à ce jour le nom valide complet (avec auteur) de ce taxon est Hyphessobrycon amapaensis Zarske & Géry, 1998.

## Étymologie
Le genre Hyphessobrycon, décrit en 1908 par Marion Durbin Ellis (d), tire son nom de deux racines distinctes. Le terme « hyphḗssōn » provient du grec « ὑφήσσων », signifiant « plus petit », faisant probablement référence à leur taille, décrite entre 26 et 42 mm. Le terme « brycon » est un terme généralisé utilisé dans les noms génériques de nombreux poissons characiformes, dérivé du grec « brýchō » (βρύχω), qui signifie « mordre », « grincer des dents » ou « manger avidement ». Cette référence évoque à l'origine les maxillaires entièrement dentés de ces poissons.
L’épithète spécifique « amapaensis » utilise le suffixe latin « -ensis », indiquant un lieu, en l’occurrence l’État d’Amapá au Brésil, où ce poisson est endémique.

## Publication originale
- (de) Axel Zarske et Jacques Géry, « Hyphessobrycon amapaensis spec. nov., eine neue und mutmassliche Stellvertreterart von Hyphessobrycon heterorhabdus (Ulrey, 1894) aus dem Bundesstaat Amapa in Brasilien (Teleostei: Characiformes: Characidae) », Zoologische Abhandlungen, Allemagne, vol. 50, no 1,‎ 27 avril 1998, p. 19-26 (ISSN 0375-5231, lire en ligne, consulté le 21 avril 2025) .

## Aquariophilie
Il s'agit d'une espèce grégaire, à maintenir en groupe dans un bac planté, avec des poissons calmes et pas trop gros. Bien que facile à maintenir en aquarium, sa reproduction en captivité est difficile et doit se faire dans un bac où les parents seront isolés. Malgré sa taille, il nécessite un volume minimum de 50 litres et doit être maintenu par groupes de 10 minimum,.

### Musée
L'Aquarium du palais de la Porte Dorée détient un petit groupe de spécimens (Vidéo). (06/2015)